# مرصد ألدرشوت
مرصد ألدرشوت عبارة عن مبنى دائري من الطوب الأحمر لة سقف مقبب على شارع كوينز في مدينة ألدرشوت العسكرية مقاطعة هامبشير الأنجليزية، مَوْطِن الجيش البريطاني منذ حوالي عام 1854. داخل المرصد مقراب انكساري 8 بوصة (203 ملم) على حامل إستوائي- ألماني مع محرك ساعة يعمل لمدة ساعتين .

## تاريخ

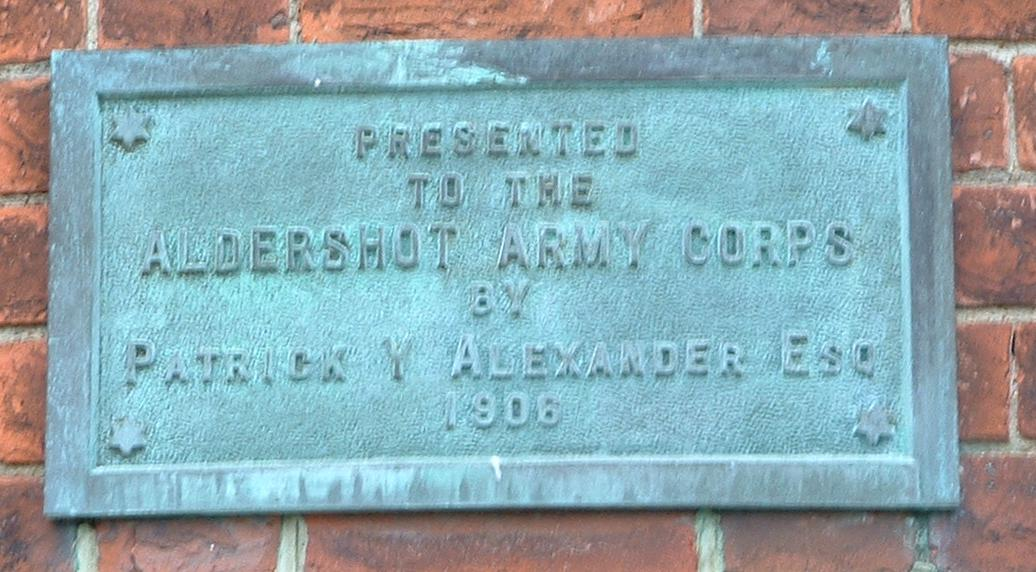
لوحة الإهداء.

بني مرصد ألدرشوت في عام 1891 من قبل السير هوارد غروب الفلكي  الشهير في دبلن. صمم كل من التليسكوب والقبة في دبلن غروب كونها صناع أكبر التلسكوبات البصرية المعروفة في العالم في ذلك الوقت.
وليس من الواضح تماما متى تم تثبيت التليسكوب لأول مرة، حيث أنة وفي حوالي نفس العام (1891) قام رائد الطيران باتريك يونغ الكسندر بطلب تلسكوب من صناع التلسكوب الفيكتوري المعروف توماس غروب وهوارد غروب من دبلن . ثم قام بمنح التلسكوب والمرصد للجيش البريطاني، وهي حقيقة تسجلها لوحة بالقرب من باب المرصد مكتوب عليها: «مُهْدَى إلى فيلق جيش ألدرشوت بقلم باتريك الكسندر المبجل 1906».